# Rolf Soltau
Rolf Soltau (* 15. Februar 1917 in Heidelberg; † August 1980 in Stuttgart) war ein deutscher Politiker und ehrenamtlicher Landrat (SPD).

## Leben
Nach dem Schulbesuch absolvierte Soltau eine Landwirtschafts- und eine Hauerlehre. Er war auf einem Gehöft in Kettwig tätig. Anschließend war er auf der Zeche Friedrich Heinrich als Hauer beschäftigt. Er war verheiratet und hatte ein Kind.

## Abgeordneter
Dem Kreistag des ehemaligen Landkreises Moers gehörte Soltau vom 9. November 1952 bis zum 23. Dezember 1968 an, im Stadtrat der Stadt Kamp-Lintfort war er von 1952 bis 1959 vertreten. Von 1961 bis 1964 war Soltau Mitglied der Landschaftsversammlung des Landschaftsverbandes Westfalen-Lippe.

## Öffentliche Ämter
Vom 4. April 1963 bis zu seinem Rücktritt am 23. Dezember 1968 war Soltau Landrat des Landkreises Moers. Stellvertretender Bürgermeister der Stadt Kamp-Lintfort war Rolf Soltau von 1956 bis 1959. 
Soltau war in verschiedenen Gremien des Landkreistags Nordrhein-Westfalen tätig.
Von 1952 bis 1968 war er Geschäftsführer des SPD-Unterbezirks Moers.